# Tenenet

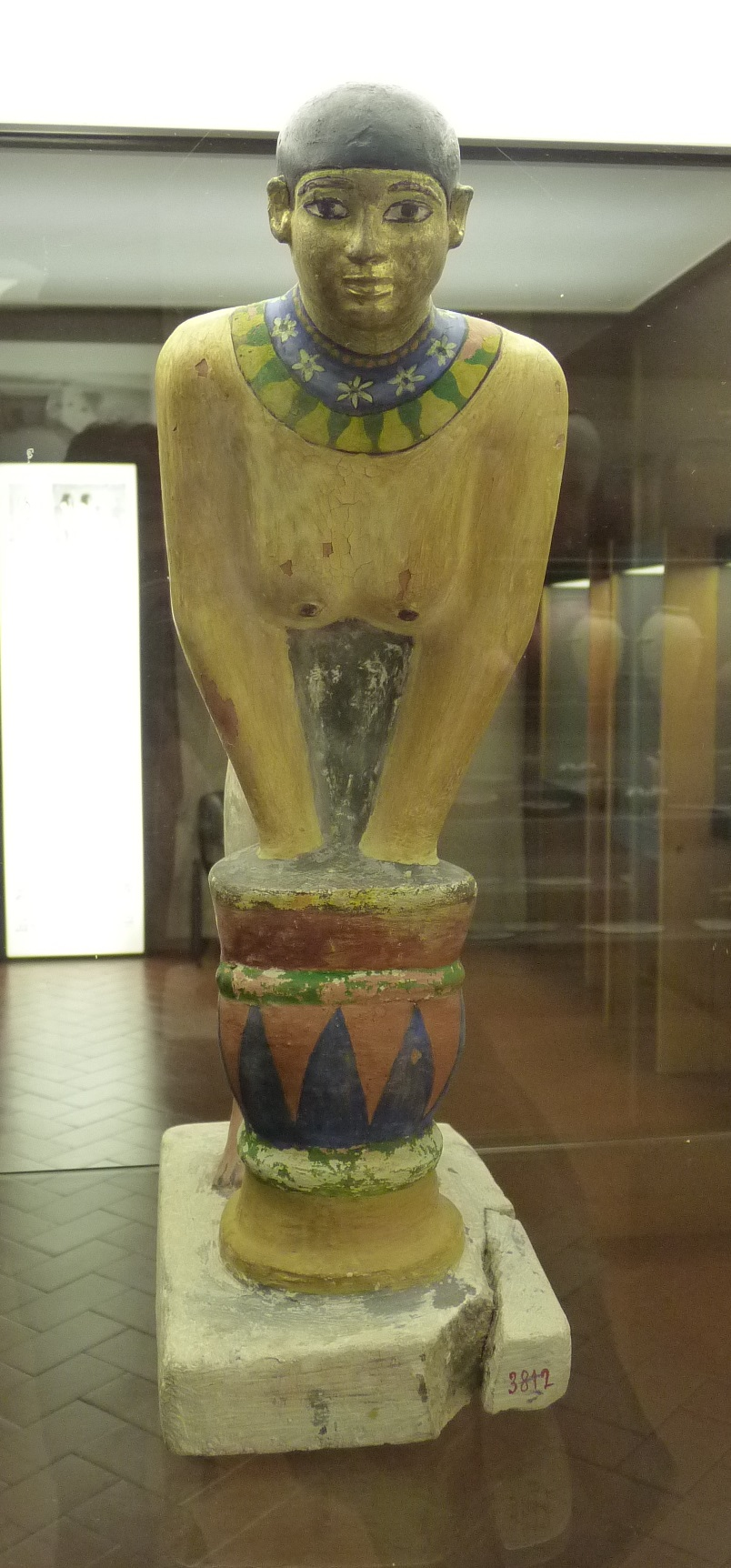
Statua calcarea di una produttrice di birra - attività sotto il patronato di Tenenet. Museo archeologico nazionale di Firenze.

Tenenet (anche Tjenenet, Tjenenyet, Zenenet, Tanenet, Tenenit, Tanent; dall'egizio Tnn.t) è una divinità egizia appartenente alla religione dell'antico Egitto, dea del parto e della birra. È menzionata in testi risalenti al Periodo tolemaico dell'Egitto (IV - I secolo a.C.), così come nel "Libro dei morti", ma ebbe un culto già nel Medio Regno nelle vesti di sposa del dio della guerra Montu.

## Divinità del parto e della birra
Tenenet era strettamente associata al momento della nascita e veniva invocata dalle partorienti come protettrice dell'utero. Era comunemente raffigurata con il capo sormontato da un utero bovino, come la dea Meskhenet; poteva essere raffigurata con il disco solare e l'ureo sul capo, come Hathor. Maria-Theresia Derchain-Urtel ha ipotizzato nel 1979 che l'organo genitale femminile sul capo di Tenenet ne simboleggiasse la connessione con la "rinascita spirituale" del faraone dopo la propria incoronazione: infatti Tenenet avrebbe dovuto presiedere all'ingresso del sovrano come dio nel mondo spirituale, mentre Meskhenet lo avrebbe protetto al suo ingresso (il parto) nel mondo fisico.
Si riteneva inoltre che tutelasse la produzione della birra e il suo nome potrebbe derivare dal termine "tenemu", che indicava appunto la birra. La produzione del pane era, nella quotidianità egizia, un'attività prettamente muliebre: di conseguenza, anche la preparazione della birra lo divenne. La fabbricazione della birra si basava su specifiche pagnotte cotte con l'orzo e lasciate a fermentare in giare.

## Culto
Il centro del culto di Tenenet era Ermonti (Iuni) nel Medio Egitto: la località era sede di un imponente Tempio a Montu almeno fin dalla XI dinastia, forse originaria proprio di Ermonti. Tenenet era infatti considerata (unitamente a Iunit e Rattaui) consorte di tale dio-falco della guerra che incarnava la vitalità conquistatrice del faraone - anche se altri, per l'assonanza dei nomi, hanno ipotizzato che fosse originariamente la mera controparte femminile del dio Tatenen Fu occasionalmente assimilata alle dee Rattaui (paredra di Ra), Iunit, Iside e Mut; era inoltre effigiata, in modo del tutto simile alla dea Meskhenet, altra dea connessa al parto, come donna con un copricapo a forma di utero. Era talvolta indicata come figlia di Atum e Mut.  

La dea Meskhenet, protettrice delle nascite al pari di Tenenet, ne condivideva le caratteristiche iconografiche.
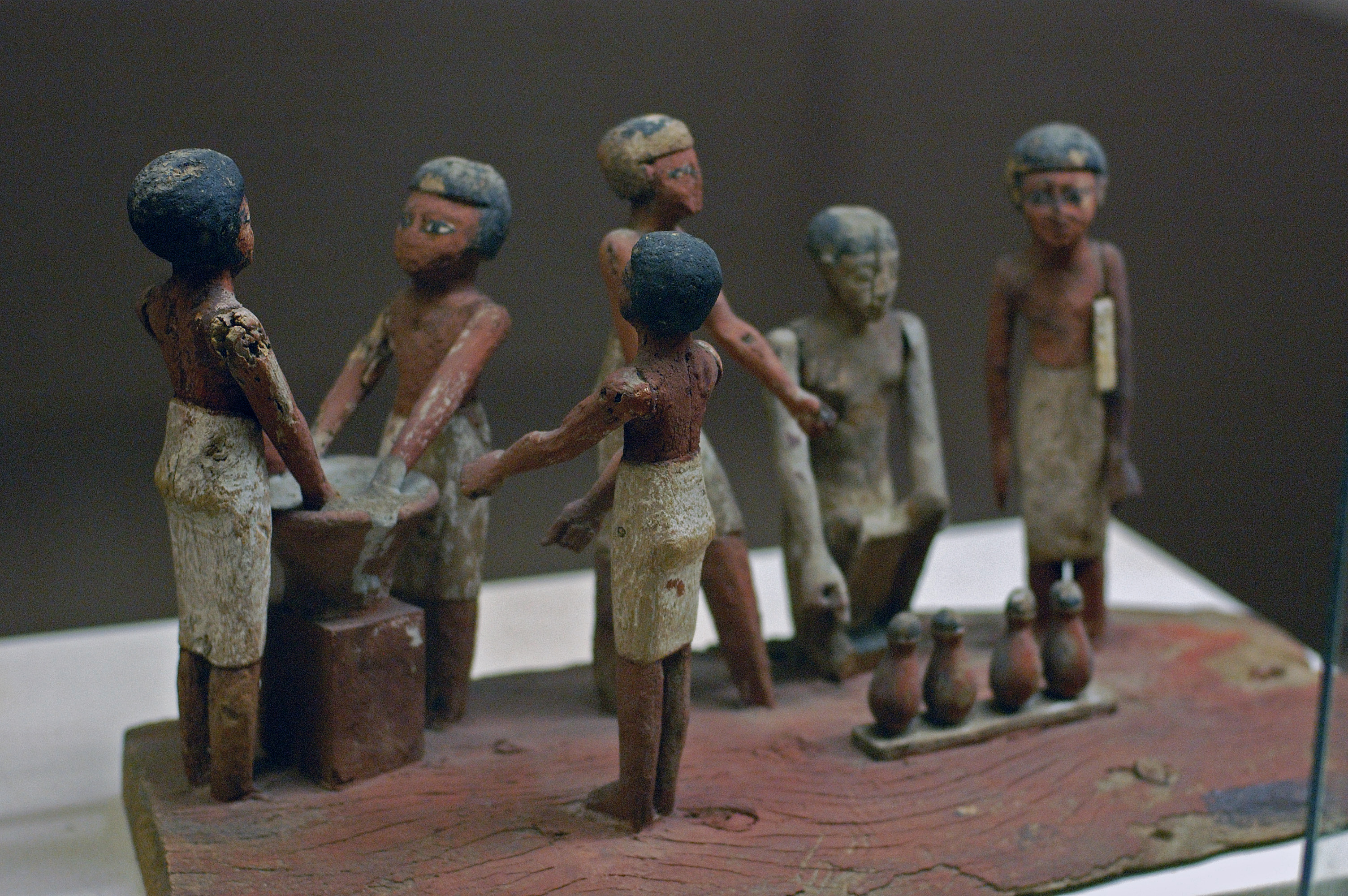
Modellino ligneo raffigurante la produzione della birra. Museo Egizio Rosacrociano, San Jose.
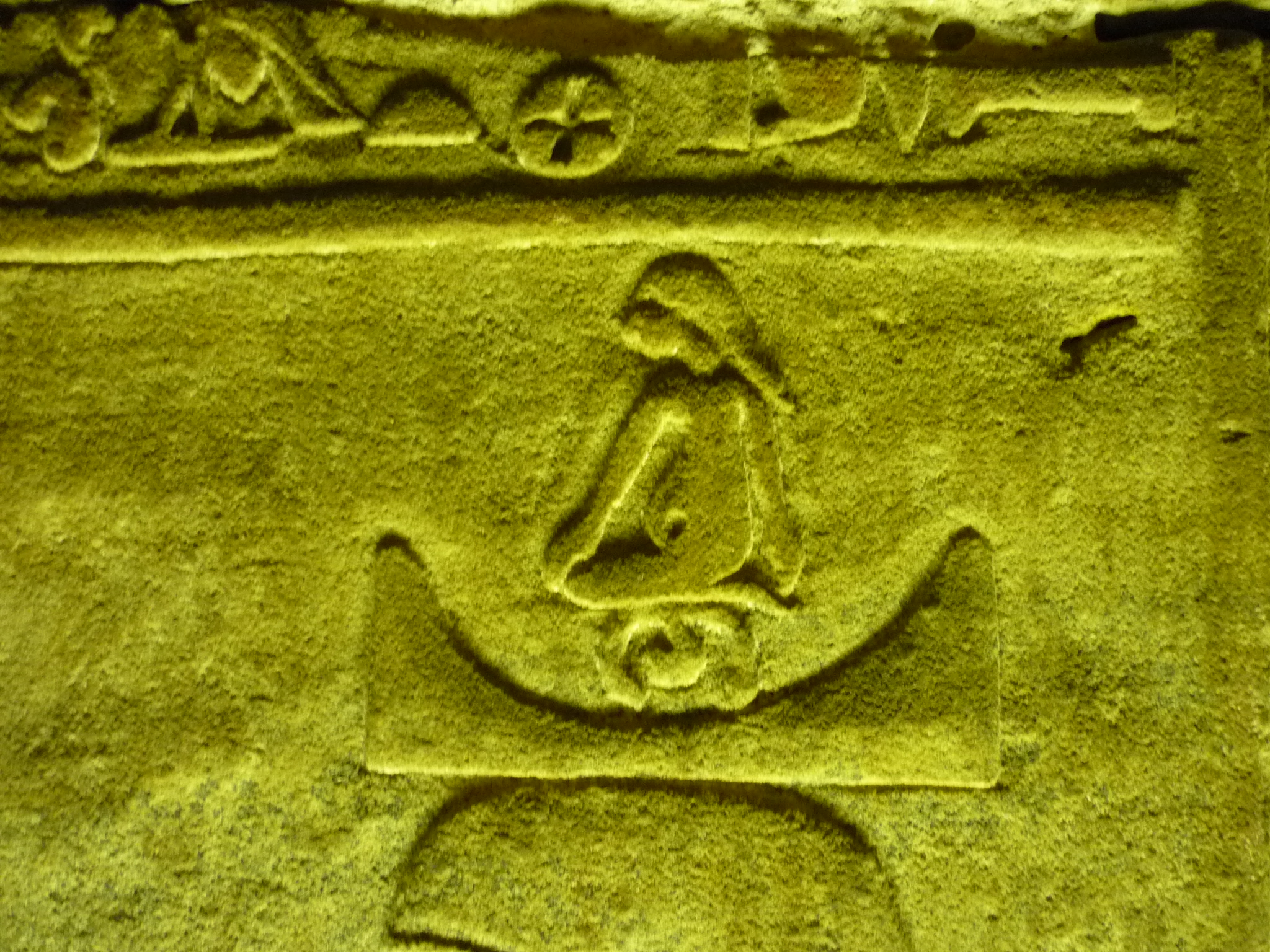
Scena di parto da un rilievo nel Tempio di Edfu.
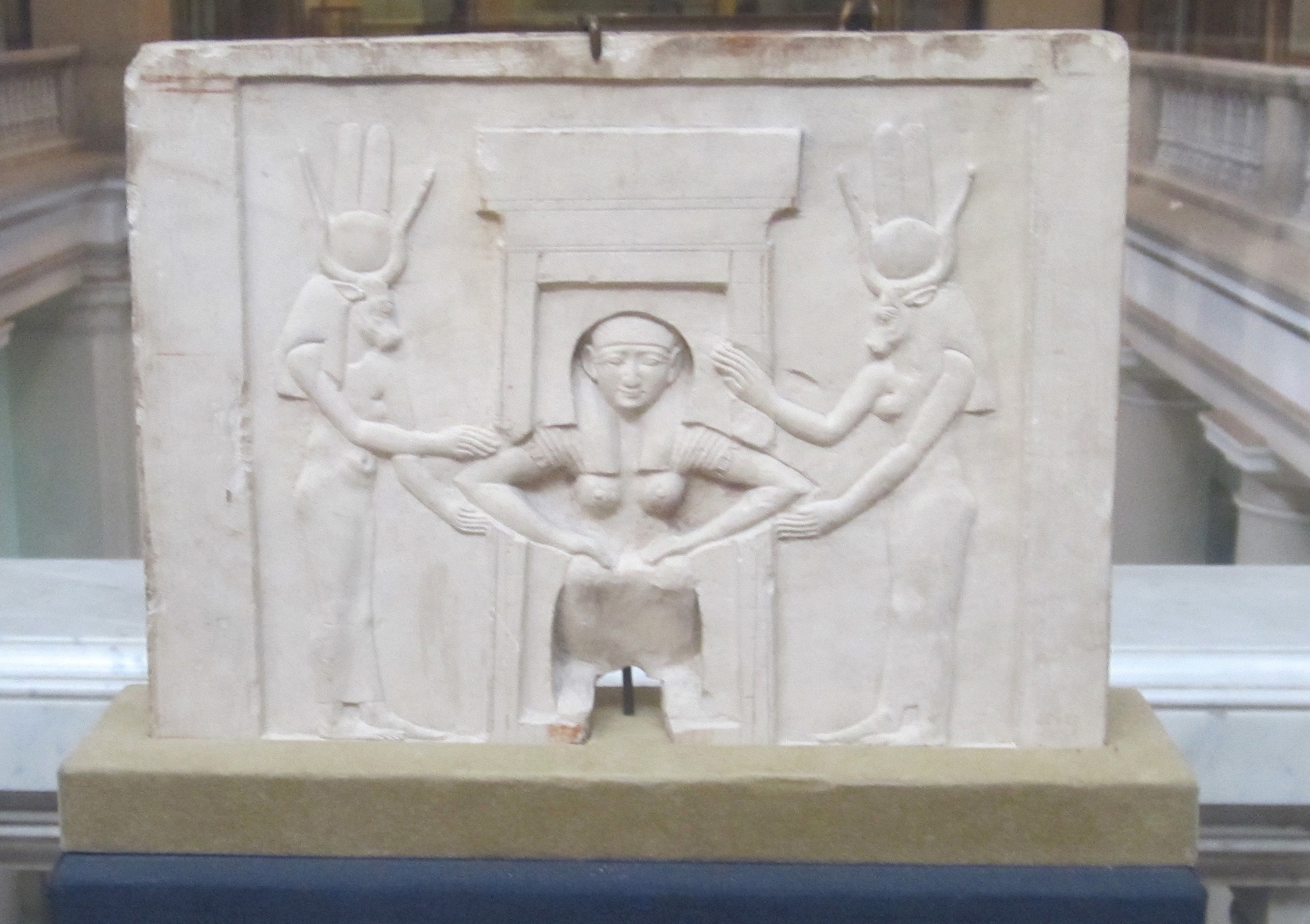
Bassorilievo d'epoca tolemaica raffigurante una partoriente assistita da due dee (Hathor e Tueret), dal Tempio di Dendera.